# My World (EP)
My World é o extended play (EP) de estreia do cantor canadense Justin Bieber, lançado em 17 de novembro de 2009 pela Island, RBMG e Schoolboy Records. O EP é considerado a primeira metade de um projeto de dois atos, sendo posteriormente suplementado pelo álbum de estreia de Bieber, My World 2.0 (2010). Depois de assinar um contrato de gravação devido à sua crescente popularidade no YouTube, Bieber trabalhou com vários colaboradores, incluindo seu mentor Usher e os produtores Tricky Stewart, D'Mile e The MIDI Mafia. As canções do EP incorporam estilos pop e dance-pop com influências R&B, e liricamente discute romance adolescente e situações de crescimento.
Após seu lançamento, My World recebeu avaliações geralmente positivas dos críticos musicais, os quais elogiaram sua produção. Estreou na sexta posição da Billboard 200, vendendo 137.000 cópias em sua primeira semana. Desse modo, tornou-se a maior semana de vendas de um artista novato nos Estados Unidos em 2009, sendo ultrapassado na semana seguinte por I Dreamed a Dream de Susan Boyle, que vendeu 701.000 unidades em sua semana de estreia. Após o lançamento de My World 2.0 em março de 2010, My World alcançou um novo pico na tabela, na quinta colocação. O EP obteve sucesso internacional, estreando no topo da Canadian Albums Chart, onde eventualmente recebeu o certificado de platina dupla. Também obteve o certificado de platina dupla no Reino Unido.
Dois singles foram lançados de My World, os quais conquistaram sucesso internacional. O carro-chefe, "One Time", atingiu o top vinte em cinco países, enquanto seu sucessor, "One Less Lonely Girl", alcançou o top dez no Canadá e o top vinte nos Estados Unidos. Os singles promocionais "Love Me" e "Favorite Girl" também entraram no top quarenta dos Estados Unidos em 2009. O projeto foi adicionalmente promovido através de aparições na televisão e pela My World Tour em 2010. O álbum de remixes My Worlds Acoustic e a coletânea My Worlds: The Collection foram lançadas posteriormente em novembro de 2010; o último trouxe My World, My World 2.0 e My Worlds Acoustic em um conjunto de dois discos. Em 12 de fevereiro de 2016, My World foi lançado em vinil pela primeira vez.

## Precedentes
Justin começou sua carreira através do Youtube, quando ele e sua mãe postaram vídeos de suas apresentações para membros da família e amigos que não puderam comparecer. Enquanto sua popularidade no Youtube crescia, ele foi eventualmente descoberto por seu futuro agente, Scooter Braun. Braun levou Bieber para Atlanta, Geórgia, para conversar com Usher e logo ele assinou um contrato com a Island Records, onde começou sua carreira profissional. Uma semana mais tarde, Justin teve a oportunidade de cantar para Usher, que lhe recomendou para uma audição com Antonio L.A. Reid na Island Records, que o contratou para a gravadora em outubro de 2008. Usher então o introduziu para a indústria musical em abril de 2009, em Los Angeles, depois de Justin ter gravado seu primeiro single, "One Time". Usher o descreveu como um "jovem fenômeno" e "definitivamente uma prioridade para mim e a Island Def Jam".

Quando perguntado sobre o título do álbum, Justin explicou que "basicamente essa foi a única maneira com a qual eu pude realmente descrevê-lo. Ele tem tantos elementos do meu mundo". Sobre sua música, ela disse que acha "que pessoas mais velhas podem gostar da minha música, por que eu realmente abro meu coração quando canto, e isso não é sentimental. Acho que posso crescer como artista, e meus fãs vão crescer junto comigo". Ele também comentou sobre My World com a MTV, dizendo: 
"Tem um monte de coisas que não são apenas sobre amor. Tem canções com as quais os adolescentes podem se identificar, como seus pais não estarem juntos e divórcio, e coisas que acontecem no cotidiano. Existem vários [artistas] da minha idade, [e] seus álbuns inteiros [são], 'Tudo está perfeito'. A vida real não é perfeita, então meu álbum meio que retrata isso. Você simplesmente tem que fazer o melhor do que tem".

## Estrutura musical, estilo e letras
Musicalmente, o álbum é pop com influência do R&B, e foi comparado ao trabalho de artistas como Michael Jackson, Stevie Wonder e Chris Brown. A versão padrão do álbum pode ser dividida em duas seções diferentes: as canções em upbeat de pop/R&B, como "One Time", "Favorite Girl", "Bigger" e "Love Me", que possuem elementos do synthpop. Se torna mais lento em "First Dance", "One Less Lonely Girl" e "Down to Earth", que contém um simples R&B de voz baixa. Bieber falou em entrevisa para a Billboard sobre a última:
| “ | [Down to Earth] é uma balada sobre os meus sentimentos quando meus pais se separaram e como eu ajudei minha família quando isso aconteceu. Eu penso que existem várias crianças com seus pais separados, e elas precisam saber que não foi culpa de alguma coisa que fizeram. Eu espero que as pessoas possam se relacionar com ela. | ” |

A Entertainment Weekly chamou as diferenças no álbum de "baladas de amor-de-jovens e doces confeitos de dance-pop". "Love Me" foi descrita pela MTV como "uma faixa para clubes widescreen, que é cheia de sintetizadores animados e o canto que agora é a assinatura de Bieber". Crystal Bell, da Billboard, comparou o arranjo de "One Less Lonely Girl" com outras canções de meio-tempo, como "With You" de Chris Brown e "Irreplaceable" de Beyoncé. Os críticos comentaram que a inspiração em Michael Jackson estava evidente no álbum. The New York Times afirmou que a faixa "First Dance", com a participação de Usher, repetir o som de "You Are Not Alone" de Jackson. Também foi dito que a canção "Bigger" foi acentuada com new jack swing, um estilo que Michael havia utilizado bastante em seu álbum Dangerous. Em vez disso, a Rolling Stone chamou "Bigger" de "corte de P.Y.T.".
As letras do álbum são geralmente baseadas em situações provocadas pelo crescimento e amor adolescente. "Down to Earth", escrita por Justin com a ajuda de Midi Mafia e The Jackie Boyz, fala sobre a experiência do cantor com o divórcio dos seus pais. Sobre a canção, ele disse, "É uma balada sobre os sentimentos que tive quando meus pais se separaram e como ajudei minha família a passar por isso. Eu acho que um monte de crianças têm seus pais separados, e elas devem saber que não foi por algo que fizeram. Espero que as pessoas possam de identificar com a canção". Quando perguntado sobre o conceito de "One Less Lonely Girl", ele disse para a MTV que acha que "é realmente importante que essas garotas tenham alguma coisa, então elas podem ser uma garota solitária a menos".

## Divulgação

### Urban Behavior Tour
Bieber começou a viajar em uma pequena turnê patrocinada pela Urban Behavior, que deveria começar no dia 1 de novembro de 2009. No entanto, devido a uma doença, Bieber foi incapaz de realizar a abertura em Vancouver.

#### Datas
| América do Norte      |           |        |                    |                                  |
| 1 de novembro de 2009 | Vancouver | Canadá | Metrotown          | "Remarcado Para janeiro de 2010" |
| 3 de novembro de 2009 | Edmonton  | Canadá | West Edmonton Mall | -                                |
| 4 de novembro de 2009 | Montreal  | Canadá | Centre Eaton       | -                                |
| 5 de novembro de 2009 | London    | Canadá | White Oaks Mall    | -                                |
| 6 de novembro de 2009 | Toronto   | Canadá | Vaughan Mills      | -                                |

### Fearless Tour
Bieber abriu o show de Taylor Swift quando ela retornou ao Reino Unido em duas datas da Fearless Tour, em 23 e 24 de novembro de 2009, e sofreu um pequeno acidente em um dos shows em Londres, quando fraturou o pé esquerdo durante a canção One Time.

### My World Tour
A My World Tour foi anunciada no dia 13 de março de 2010, tendo como álbuns base My World e My World 2.0, e começou em junho de 2010.

## Lista de faixas
| My World – Edição padrão |                           |                                                                                  |                                   |         |  |
| N.º                      | Título                    | Compositor(es)                                                                   | Produtor(es)                      | Duração |  |
| 1.                       | "One Time"                | C. "Tricky" Stewart James Bunton Corron Cole Thabiso Nkhereanye                  | JB & Corron Stewart Kuk Harrell   | 3:35    |  |
| 2.                       | "Favorite Girl"           | Dernst "D'Mile" Emile II Delisha Thomas Antea Birchett Anesha Birchett           | Emile II                          | 4:16    |  |
| 3.                       | "Down to Earth"           | Justin Bieber Waynne Nugent Kevin Risto Mason Levy Carlos Battey Steven Battey   | Dirty Swift Bruce Waynne          | 4:05    |  |
| 4.                       | "Bigger"                  | Bieber Nugent Risto Dapo Torimiro Lonny Breaux                                   | Dirty Swift Bruce Waynne Torimiro | 3:17    |  |
| 5.                       | "One Less Lonely Girl"    | Ezekiel "Zeke" Lewis Balewa Muhammad Sean P. Hamilton Hyuk Shin Usher Raymond IV | Lewis Muhammad Hamilton Shin      | 3:49    |  |
| 6.                       | "First Dance" (com Usher) | Bieber Raymond IV Alexander Parhm Jr. Ryon Lovett Jesse Wilson Dwight Reynolds   | Pretty Boi Fresh                  | 3:42    |  |
| 7.                       | "Love Me"                 | Bruno Mars Philip Lawrence Ari Levine Peter Svensson Nina Persson                | DJ Frank E Bill Malina            | 3:12    |  |

| My World – Edição da iTunes Store canadense (faixas bônus) |                                            |                                                        |                              |         |  |
| N.º                                                        | Título                                     | Compositor(es)                                         | Produtor(es)                 | Duração |  |
| 9.                                                         | "One Less Lonely Girl" (Versão em francês) | Lewis Muhammad Hamilton Shin Raymond IV Andrée Watters | Lewis Muhammad Hamilton Shin | 3:48    |  |
| 10.                                                        | "Common Denominator"                       | Lashaunda "Babygirl" Carr Bieber                       | Carr                         | 4:02    |  |
| 11.                                                        | "One Less Lonely Girl" (videoclipe)        | Lewis Muhammad Hamilton Shin Raymond IV                |                              | 3:48    |  |
| 12.                                                        | "One Time" (videoclipe)                    | Stewart Bunton Cole Nkhereanye                         |                              | 4:02    |  |

## Recepção da crítica
| Críticas profissionais | Críticas profissionais |
| Avaliações da crítica  | Avaliações da crítica  |
| Fonte                  | Avaliação              |
| ---------------------- | ---------------------- |
| Allmusic               | [ 28 ]                 |
| Billboard              | 82/100                 |
| Boston Globe           | Mista                  |
| Entertainment Weekly   | B-                     |
| The New York Times     | Positiva               |
| Rolling Stone          | [ 22 ]                 |
| Toronto Star           | [ 31 ]                 |
| Washington Post        | Positiva               |

My World recebeu críticas geralmente positivas. O Metacritic calculou uma pontuação de 65, em um máximo de 100, baseado em seis críticas. No Allmusic, Andy Kellman comparou as canções do álbum com as de "um jovem Chris Brown ou uma versão júnior do Ne-Yo", concluindo que as canções "não têm um alto nível de qualidade, mas o cantor chega perto com seu charme agudo-puro e sua habilidade natural". Monica Herrera escreveu na Billboard que My World "cravou a fórmula", enquanto Marc Hirsh afirmou no Boston Globe que durante o álbum o cantor é "indistinguível de qualquer uma dos mil aspirantes pré-fabricados do pop".
Ashante Infantry deu ao álbum 3.5 de um máximo de 4 estrelas, dizendo que o álbum é "repleto de melodias interessantes que estão destinadas a ser tocadas incessantemente pela base de fãs adolescentes de Bieber e que, felizmente, seus pais devem achar toleráveis". No Washington Post, Allison Stewart o descreveu como "doce, sintético e excessivamente adorável", recomendando as faixas "Down to Earth" e "Love Me" .

## Paradas musicais
| Parada (2009–2010)              | Melhor posição |
| ------------------------------- | -------------- |
| Australian Albums Chart         | 79             |
| Austrian Albums Chart           | 18             |
| Belgian Albums Chart (Flanders) | 24             |
| Belgian Albums Chart (Wallonia) | 55             |
| Canadian Albums Chart           | 1              |
| Dutch Albums Chart              | 52             |
| European Top 100 Albums Chart   | 16             |
| German Albums Chart             | 18             |
| Irish Albums Chart              | 11             |
| Mexican Albums Chart            | 24             |
| Polish Albums Chart             | 19             |
| Swiss Albums Chart              | 39             |
| UK Albums Chart                 | 3              |
| Billboard 200                   | 5              |

| Região         | Fornecedor   | Certificação | Vendas    |
| -------------- | ------------ | ------------ | --------- |
| Canadá         | Music Canada | Platina      | 80.000+   |
| Estados Unidos | RIAA         | Platina      | 1.370.000 |
| Reino Unido    | BPI          | 2× Platina   | 600.000+  |

## Histórico de lançamento
| País           | Data                   | Gravadora       |
| -------------- | ---------------------- | --------------- |
| Estados Unidos | 17 de novembro de 2009 | Island Records  |
| Canadá         | 17 de novembro de 2009 | Universal Music |
| Austrália      | 20 de novembro de 2009 | Universal Music |
| Reino Unido    | 18 de janeiro de 2010  | Mercury Records |